# نیا پیپلز
وایرینیا «نیا» پیپلز (انگلیسی: Virenia "Nia" Peeples؛ زادهٔ ۱۰ دسامبر ۱۹۶۱) یک هنرپیشه، و خواننده اهل ایالات متحده آمریکا است. وی از سال ۱۹۸۱ میلادی تاکنون مشغول فعالیت بوده‌است.
از فیلم‌ها یا برنامه‌های تلویزیونی که وی در آن نقش داشته است می‌توان به عبور از نابودی، برادران بلوز ۲۰۰۰ و دیپ‌استار سیکس اشاره کرد.